# Piwniczna-Zdrój
Piwniczna-Zdrój é um município da Polônia, na voivodia da Pequena Polônia e no condado de Nowy Sącz. Estende-se por uma área de 38,3 km², com 5 936 habitantes, segundo os censos de 2016, com uma densidade de 155,0 hab/km².